# Сыч, Александр Максимович
Алекса́ндр Макси́мович Сыч (укр. Олександр Максимович Сич; род. 16 июля 1964, село Дерть, Рокитновский район, Ровненская область) — украинский научный работник и политик, кандидат исторических наук, заместитель председателя Всеукраинского объединения «Свобода», председатель Ивано-Франковского областного совета (2010—2012), бывший народный депутат Украины. Вице-премьер-министр Украины с 27 февраля по 2 декабря 2014 года.
Является доцентом кафедры государственного управления Ивано-Франковского национального технического университета нефти и газа, заместителем председателя Всеукраинского объединения «Свобода», депутатом Ивано-Франковского областного совета.
На Парламентских выборах на Украине 2007-го года был кандидатом в народные депутаты Украины по списку Всеукраинского объединения «Свобода». Имел пятую позицию в списке. Автор очерков и исследовательских трудов на тематику героического прошлого Украины, национализма и современной политики. Исследователь жизни и творчества Степана Ленкавского.
25 ноября 2010 года председатель Ивано-Франковской областной организации ВО «Свобода» Александр Сыч был избран председателем Ивано-Франковского областного совета.
На парламентских выборах 2012 года был избран народным депутатом Украины от партии Всеукраинское объединение «Свобода» по одномандатному мажоритарному избирательному округу № 83. По результатам голосования одержал победу набрав 55,81 % голосов избирателей. В Верховной раде стал первым заместителем Председателя Комитета по вопросам науки и образования.
27 февраля 2014 года назначен вице-премьер-министром в Правительстве Яценюка. Оставил пост вице-премьера 2 декабря того же года.

## Образование
- 1979 — окончил 8-летнюю школу в деревне Дерть.
- 1981 — окончил Рокитновскую СШ № 2 в пгт Рокитное Ровенской области.
- 1981—1986 — учился на историческом факультете Ивано-Франковского государственного педагогического института имени Василия Стефаника и получил диплом учителя истории и обществоведения, методиста воспитательной работы.
- 1996—1999 — учился на юридическом факультете Университета Прикарпатья имени Василия Стефаника и получил диплом юриста.
- 2009 — решением диссертационного совета Национального педагогического университета имени Михаила Драгоманова присуждена научная степень кандидата исторических наук.
- 2010 — решением аттестационной комиссии Министерства образования и науки Украины присвоено научное звание доцента кафедры государственного управления.
- 2020 — стал доктором политических наук[5].

## Трудовая деятельность
Август 1986 — ноябрь 1987 — организатор внеклассной, внешкольной воспитательной работы и учитель истории и обществоведения Каменской СШ Рокитновского района Ровенской области.
Ноябрь 1987 — май 1989 — военная служба.
Май 1989 — апрель 1993 — заведующий фильмотекой Яремчанского городского отдела образования, по совместительству — учитель истории Микуличинской СШ и Яремчанской НСШ № 1, председатель совета председателей профкомов учреждений образования города Яремче.
Апрель 1993 — сентябрь 1994 — инструктор по делам молодежи Яремчанского горисполкома.
Сентябрь 1994 — декабрь 1995 — заведующий отделом общего среднего образования, заместитель начальника управления образования департамента гуманитарных вопросов Ивано-Франковского облисполкома.
Декабрь 1995 — июнь 1996 — заместитель начальника, заведующий отделом общего среднего образования управления образования Ивано-Франковской ОГА.
Июнь 1996 — июнь 1998 — помощник-консультант народного депутата Украины Романа Круцика.
Июнь 1998 — сентябрь 2000 — юрисконсульт издательства «Лилея-НВ» (город Ивано-Франковск).
Сентябрь 2000 — август 2001 — ассистент кафедры философии Ивано-Франковского государственного технического университета нефти и газа.
С августа 2001 — доцент кафедры государственного управления Ивано-Франковского национального технического университета нефти и газа.

## Общественная и политическая деятельность
С 1991 года член Национальной скаутской организации Украины «Пласт». В 2004—2006 годах избирался председателем Краевого пластового совета.
Депутат Ивано-Франковского областного совета (1994—1998, 2006—2010).
С мая 2002 по сентябрь 2005 занимал должность заместителя городского головы Ивано-Франковска по деятельности исполнительных органов.
С 2006 года — член Всеукраинского объединения «Свобода». Член Политисполкома ВО «Свобода», заместитель председателя партии по идеологии.
На Парламентских выборах в Украине в 2007 году был кандидатом в народные депутаты Украины по списку ВО «Свобода». У него была пятая позиция в списке. Тем не менее на рубеже 2000-го А.Сыч, какое время было членом партии КУН.
25 ноября 2010 избран председателем Ивано-Франковского областного совета, получив 68 голосов депутатов Ивано-Франковского областного совета из 114.
С 2012 года — народный депутат Украины 7-го созыва от избирательного округа № 83, Ивано-Франковская область. Первый заместитель председателя Комитета по науке и образованию.
В 2015 году по его инициативе создан Институт научных студий национализма. Официально зарегистрирован в статусе общественной организации в 2019 году.

## Семья
Родился в многодетной семье. Отец Максим Адамович (1925—1993) — механизатор. Мать Ева Адамовна (1925) — пенсионерка. Жена Галина Викторовна (1965) — учитель истории, методист дошкольного воспитания, заведующий методическим кабинетом курсов ГО Ивано-Франковской области. Дочь Ольвия (1987), отпрыск Богдан (1990).

## Научные работы
Автор очерков и исследовательских работ по истории освободительной борьбы Украины, теории национализма, современной политики. На основе своих научных статей по теме национализма подготовил монографию «Социально-консервативный национализм».
Исследователь жизни и творчества члена ОУН Степана Ленкавского.

## Награды
- Наградное оружие — пистолет «Форт-17» (18 августа 2014)[11]
- орден «За заслуги» III степени (22 января 2019) — за значительный личный вклад в государственное строительство, укрепление национальной безопасности, социально-экономическое, научно-техническое, культурно-образовательное развитие Украинского государства, весомые трудовые достижения, многолетний добросовестный труд[12]
- Орден Архистратига Михаила II ст. (12 июля 2021) — за заслуги перед Поместной Украинской Православной Церковью и благочестивым народом[13]